# Indonesische Socialistische Partij
De Indonesische Socialistische Partij (Indonesisch: Partai Sosialis Indonesia, PSI) was een politieke partij in Indonesië van 1948 tot 1960.

## Geschiedenis
Tussen 1945 en 1948 leverde de Socialistische Partij de minister-president in vijf opeenvolgende kabinetten: Sjahrir I, II en III en Amir Sjarifoeddin I en II. Vanaf 1947 begonnen er echter scheurtjes te ontstaan in de partij, nadat Amir Sjarifoeddin en zijn communistische bondgenoten meer invloed kregen. In juni 1947 werd de meer democratisch socialistische Soetan Sjahrir door Amir uit de partij gezet. Op 12 februari 1948 richtte Sjahrir zijn eigen partij, de PSI, op.
In de jaren 50 leverde de PSI ministers in de kabinetten Wilopo, Ali Sastroamidjojo I en Boerhanoeddin Harahap.
In 1957 introduceerde president Soekarno zijn concept van geleide democratie. De PSI voerde hier oppositie tegen. Nadat Soekarno de geleide democratie in 1959 tot uitvoering bracht besloot hij in augustus 1960 tot het verbieden van de PSI (net als onder andere de partij Masjoemi).

## Verkiezingsresultaten
| Jaar                | Stemmen | Percentage | Zetels   |
| ------------------- | ------- | ---------- | -------- |
| 1955 (DPR)          | 753.191 | 1,99%      | 5 / 257  |
| 1955 (Konstituante) | 695.932 | 1,84%      | 10 / 514 |